# Divina (álbum)
Love Divina es la banda sonora de la telenovela juvenil Love Divina, interpretada por Laura Esquivel y Manuel Masalva. El álbum fue lanzado el 17 de marzo de 2017 por Universal Music Argentina.

## Sencillos
"Corazón de Terciopelo" fue lanzado como primer y único sencillo de la banda sonora el 9 de enero de 2017.

## Lista de canciones
Todas las canciones fueron escritas por Eduardo Frigerio, Federico San Millán, Mario Schajris y Fernando López Rossi.
| Divina" |                                                                |                                                     |          |  |
| N.º     | Título                                                         | Productor(es)                                       | Duración |  |
| 1.      | «Soy Divina» (interpretada por Laura Esquivel)                 | Eduardo Frigerio Noel Schajris Fernando López Rossi | 2:42     |  |
| 2.      | «Algo Mejor» (interpretada por Laura Esquivel)                 | Frigerio Mario Schajris López Rossi                 | 3:32     |  |
| 3.      | «Como Tú» (interpretada por Laura Esquivel y Manuel Masalva)   | Frigerio Mario Schajris López Rossi                 | 3:35     |  |
| 4.      | «Corazón de Terciopelo» (interpretada por Laura Esquivel)      | Federico San Millán Mario Schajris                  | 3:17     |  |
| 5.      | «Desperté» (interpretada por Laura Esquivel)                   | Frigerio Mario Schajris López Rossi                 | 3:17     |  |
| 6.      | «Mariposa» (interpretada por Laura Esquivel)                   | Frigerio Mario Schajris López Rossi                 | 3:43     |  |
| 7.      | «Porque Estás En Mi Corazón» (interpretada por Laura Esquivel) | Frigerio Noel Schajris López Rossi                  | 3:22     |  |
| 8.      | «Sé Que Volaré» (interpretada por Laura Esquivel)              | Frigerio Mario Schajris López Rossi                 | 3:25     |  |
| 9.      | «Te Bajaré la Luna» (interpretada por Manuel Masalva)          | Frigerio Noel Schajris López Rossi                  | 3:27     |  |
| 10.     | «Todo Empieza» (interpretada por Laura Esquivel)               | Frigerio López Rossi Mario Schajris                 | 3:16     |  |
| 11.     | «Vale Imaginar» (interpretada por Laura Esquivel)              | Frigerio Mario Schajris López Rossi                 | 3:33     |  |
| 12.     | «Amar es Amar» (interpretada por Laura Esquivel)               | Frigerio Mario Schajris López Rossi                 | 4:23     |  |
| 13.     | «Disfruta la Vida» (interpretada por Laura Esquivel)           | Frigerio López Rossi Mario Schajris                 | 3:35     |  |

## Historial de lanzamiento
| País      | Fecha                 | Formato               | Discográfica              |
| --------- | --------------------- | --------------------- | ------------------------- |
| Argentina | 17 de marzo de 2017   | CD y Descarga digital | Universal Music Argentina |
| México    | 26 de junio de 2017   | CD                    | Universal Music México    |
| Italia    | 7 de julio de 2017    | CD                    | Warner Music Italia       |
| Francia   | 23 de febrero de 2018 | CD                    | Warner Music France       |